# 1340.
◄ | 13. stoljeće | 14. stoljeće | 15. stoljeće | ►
◄ | 1310-ih | 1320-ih | 1330-ih | 1340-ih | 1350-ih | 1360-ih | 1370-ih | ►
◄◄ | ◄ | 1337. | 1338. | 1339. | 1340. | 1341. | 1342. | 1343. | ► | ►►
Arhitektura • Astronomija • Glazba • Knjige • Književnost • Kršćanstvo • Medicina • Pravo • Promet • Slikarstvo • Znanost

## Rođenja
- Sveti Ivan Nepomuk – katolički svetac

## Vanjske poveznice
|  | Zajednički poslužitelj ima još gradiva o temi 1340. |